# Sarah Child Villiers
Lady Sarah Frederica Caroline Child Villiers (Londra, 12 agosto 1822 – Torquay, 17 novembre 1853) è stata una nobildonna inglese.

## Biografia
Lady Sarah era la figlia di George Villiers, V conte di Jersey, e di sua moglie, Lady Sarah Sophia Fane, figlia di John Fane, X conte di Westmorland. Nacque in una delle famiglie più ricche e potenti d'Inghilterra.
Sua madre era una delle famose frequentatrici dell'Almack's, il club più esclusivo di Londra, e una figura di spicco dell'alta società durante l'era Regency, nonché nipote ed erede di Robert Child, il maggiore azionista della società bancaria Child & Co. La nonna paterna, Frances Twysden, fu una delle amanti più note di re Giorgio IV quando era principe di Galles.
Nel 1840, all'età di diciotto anni, Lady Sarah fu una delle dodici damigelle d'onore della regina Vittoria al suo matrimonio con il principe Alberto di Sassonia-Coburgo-Gotha. Le damigelle indossarono abiti disegnati dalla Regina e ciascuna ricevette una spilla disegnata dal Principe Alberto, a forma di aquila in turchese.

## Matrimonio
L'8 febbraio 1842, Lady Sarah sposò il principe Nicola III Esterházy, figlio del principe Paolo III Antonio Esterházy di Galantha, ambasciatore austriaco in Inghilterra, e della principessa Maria Teresa di Thurn und Taxis. Sia Lady Jersey che la principessa Esterházy sono protettrici e grandi amiche di Almack.
È stato un matrimonio d'amore secondo le memorie della duchessa di Dino. Il principe Nicola trascorse gran parte della sua vita in Inghilterra, essendo figlio dell'ambasciatore austriaco. Lui e Lady Sarah potrebbero quindi essersi conosciuti da bambini, soprattutto visto il legame tra le loro madri. Il fidanzamento, tuttavia, fu insolitamente lungo. La coppia voleva sposarsi già nel 1836, essendosi innamorati da adolescenti, ma il principe Paolo apparentemente era scontento dell'alleanza, in parte a causa della differenza di status: i Jersey non erano una casa principesca e Lady Jersey aveva radici più comuni. Cercò quindi di impedire l'unione nonostante i sentimenti della giovane coppia. Anche la principessa Maria Teresa non era entusiasta secondo la duchessa di Dino della prospettiva di annoverare Lady Jersey come suoceri, e la duchessa suggerì agli Esterházy di evitare di ricevere Lady Jersey a Vienna.
Al contrario, Lady Jersey incoraggiò incessantemente il matrimonio a causa dello status della famiglia dello sposo, ma anche perché vuole che sua figlia sposasse l'uomo che amava. Il principe Paolo tentò di rompere il fidanzamento fino al giugno 1841, ma alla fine cedette.
L'accordo pre-matrimoniale fu finalmente firmato lunedì 7 febbraio 1842 e Lady Sarah e il principe Nicola si sposarono martedì 8 febbraio 1842. Il loro matrimonio si suddivise in due cerimonie. Alle 10, la coppia si è sposata nella biblioteca dell'ambasciata austriaca in una funzione cattolica officiata da Patrick Raymond Griffith, vicario apostolico di Londra. Poco dopo le 11:00, gli invitati al matrimonio arrivarono a St George Hanover Square, dove Richard Bagot, vescovo di Oxford e zio per matrimonio della sposa, condusse una funzione della Chiesa d'Inghilterra.
Dopo il pranzo, gli sposi trascorsero alcuni giorni all'Osterley Park, proprietà della contessa di Jersey, poi tornarono all'ambasciata austriaca prima di raggiungere il principe e la principessa Esterházy a Vienna nell'aprile 1842.
Ebbero sei figli, cinque dei quali sopravvissero fino all'età adulta:
- Paolo IV Esterházy (11 marzo 1843-2 agosto 1898), ;
- Alois György Esterhazy von Galantha (9 marzo 1844-25 ottobre 1912);
- Adolf Esterházy di Galantha (5 ottobre 1846-1 febbraio 1847);
- Sara Sofia Esterházy di Galantha (16 marzo 1848-22 febbraio 1885), sposò il principe Nicola Federico di Hohenlohe-Waldenburg-Schillingsfürst, ebbero una figlia;
- Maria Teresa Esterházy di Galantha (29 novembre 1849-7 maggio 1856);
- Antal Miklos Esterházy di Galantha (14 gennaio 1851-10 febbraio 1935), sposò la contessa Irma Andrássy, non ebbero figli.

La coppia condusse una vita sociale attiva sia in Inghilterra che in Austria. Articoli di giornale documentarono i loro viaggi e a una serie di eventi sociali e familiari, tra cui una presentazione alla regina Vittoria il 26 febbraio 1846 e un soggiorno nella città termale di Bad Ischl nell'agosto 1847, con la madre di Lady Sarah e sua sorella Lady Clementina.

## Morte
Lady Sarah sviluppò la tubercolosi polmonare. Dopo diversi mesi di malattia e cure termali infruttuose a Ems e Bad Ischl, su suggerimento del suo medico si recò finalmente in Inghilterra per vedere se l'aria del suo paese natale potesse aiutarla. Non fu così e morì a Torquay il 17 novembre 1853. Fu sepolta a Eisenstadt nella tomba Esterházy. Nel 1871, il principe Nicola fece erigere un obelisco nei giardini del suo palazzo in sua memoria. C'è anche un suo memoriale nel caveau della famiglia Jersey nella tenuta di Middleton Stoney. Il principe Nicola non si risposò mai.

## Ascendenza
|                                     |                                    |                                        | Genitori                              |  |  | Nonni |  |  | Bisnonni                              |  |  | Trisnonni                            |  |
|                                     |                                    |                                        |                                       |  |  |       |  |  | William Villiers, III conte di Jersey |  |  | William Villiers, II conte di Jersey |  |
|                                     |                                    |                                        |                                       |  |  |       |  |  | William Villiers, III conte di Jersey |  |  | William Villiers, II conte di Jersey |  |
|                                     |                                    | Judith Herne                           |                                       |  |  |       |  |  | William Villiers, III conte di Jersey |  |  |                                      |  |
| George Villiers, IV conte di Jersey |                                    |                                        |                                       |  |  |       |  |  | William Villiers, III conte di Jersey |  |  |                                      |  |
|                                     |                                    | Anne Egerton                           | Scroop Egerton, I duca di Bridgewater |  |  |       |  |  |                                       |  |  |                                      |  |
|                                     |                                    | Anne Egerton                           | Scroop Egerton, I duca di Bridgewater |  |  |       |  |  |                                       |  |  |                                      |  |
|                                     |                                    | Anne Egerton                           | Elizabeth Churchill                   |  |  |       |  |  |                                       |  |  |                                      |  |
| George Villiers, V conte di Jersey  |                                    | Anne Egerton                           |                                       |  |  |       |  |  |                                       |  |  |                                      |  |
|                                     |                                    | Philip Twysden, vescovo di Raphoe      | William Twysden, V baronetto          |  |  |       |  |  |                                       |  |  |                                      |  |
|                                     |                                    | Philip Twysden, vescovo di Raphoe      | William Twysden, V baronetto          |  |  |       |  |  |                                       |  |  |                                      |  |
|                                     |                                    | Philip Twysden, vescovo di Raphoe      | Jane Twisden                          |  |  |       |  |  |                                       |  |  |                                      |  |
| Frances Twysden                     |                                    | Philip Twysden, vescovo di Raphoe      |                                       |  |  |       |  |  |                                       |  |  |                                      |  |
|                                     |                                    | Frances Carter                         | Thomas Carter                         |  |  |       |  |  |                                       |  |  |                                      |  |
|                                     |                                    | Frances Carter                         | Thomas Carter                         |  |  |       |  |  |                                       |  |  |                                      |  |
|                                     |                                    | Frances Carter                         | Mary Claxton                          |  |  |       |  |  |                                       |  |  |                                      |  |
| Sarah Child Villiers                |                                    | Frances Carter                         |                                       |  |  |       |  |  |                                       |  |  |                                      |  |
|                                     | John Fane, IX conte di Westmorland | Thomas Fane, VIII conte di Westmorland |                                       |  |  |       |  |  |                                       |  |  |                                      |  |
|                                     | John Fane, IX conte di Westmorland | Thomas Fane, VIII conte di Westmorland |                                       |  |  |       |  |  |                                       |  |  |                                      |  |
|                                     | John Fane, IX conte di Westmorland | Elizabeth Swymmer                      |                                       |  |  |       |  |  |                                       |  |  |                                      |  |
| John Fane, X conte di Westmorland   | John Fane, IX conte di Westmorland |                                        |                                       |  |  |       |  |  |                                       |  |  |                                      |  |
|                                     |                                    | Augusta Bertie                         | Montague Bertie                       |  |  |       |  |  |                                       |  |  |                                      |  |
|                                     |                                    | Augusta Bertie                         | Montague Bertie                       |  |  |       |  |  |                                       |  |  |                                      |  |
|                                     |                                    | Augusta Bertie                         | Elizabeth Piers                       |  |  |       |  |  |                                       |  |  |                                      |  |
| Sarah Fane                          |                                    | Augusta Bertie                         |                                       |  |  |       |  |  |                                       |  |  |                                      |  |
|                                     |                                    | Robert Child                           | Samuel Child                          |  |  |       |  |  |                                       |  |  |                                      |  |
|                                     |                                    | Robert Child                           | Samuel Child                          |  |  |       |  |  |                                       |  |  |                                      |  |
|                                     |                                    | Robert Child                           | Agatha Edgar                          |  |  |       |  |  |                                       |  |  |                                      |  |
| Sarah Child                         |                                    | Robert Child                           |                                       |  |  |       |  |  |                                       |  |  |                                      |  |
|                                     |                                    | Sarah Jodrell                          | Gilbert Jodrell                       |  |  |       |  |  |                                       |  |  |                                      |  |
|                                     |                                    | Sarah Jodrell                          | Gilbert Jodrell                       |  |  |       |  |  |                                       |  |  |                                      |  |
|                                     |                                    | Sarah Jodrell                          | …                                     |  |  |       |  |  |                                       |  |  |                                      |  |
|                                     |                                    | Sarah Jodrell                          |                                       |  |  |       |  |  |                                       |  |  |                                      |  |